# Vřed
Vřed nebo též nežit či ulkus (lat. ulcus) je ohraničený rozpad povrchové epitelové tkáně na kůži nebo sliznici s poškozením tkáně pod ní. Bývá doprovázen nekrózou tkáně a obvykle také hnisavým, vodnatým nebo krvavým sekretem.
Příčina může být lokální (infekce, porucha prokrvení, poškození nervů nebo úraz), nebo je vřed projevem celkové choroby (cukrovka u bércového vředu).
Hojí se granulační tkání a zanechává jizvu.
Nejznámějšími příklady jsou bércové vředy, žaludeční vředy nebo afty. Lidově se jako „vřed“ označuje i furunkl, karbunkul nebo rozpadávající se nádor.